# TSV Schwaben Augsburg
Der TSV Schwaben Augsburg ist ein Mehrspartensportverein aus Augsburg mit Abteilungen für Badminton, Basketball, Boxen, Eiskunstlauf, Faustball, Fechten, Fußball, Hockey, Kanusport, Leichtathletik, Tennis, Tischtennis, Turnen und Wintersport.

## Geschichte
1847 wurde der Turnverein Augsburg gegründet, musste jedoch bald mit erheblichen Schwierigkeiten fertigwerden. Während der Revolution von 1848/49 drohte ihm die Auflösung durch die Staatsobrigkeit des Königreichs Bayern. Durch den Austritt von einigen Mitgliedern des TSV entstand 1863 der MTV (Männerturnverein) Schwaben Augsburg, dieser wurde aber bereits 1868 wieder eingegliedert. Gleiches geschah in den Jahren 1889 und 1919 nochmals. Die Fußballabteilung des TV 1847 Augsburg entstand im Jahr 1899.
Auch den Ersten Weltkrieg konnte der Verein verhältnismäßig gut überstehen. Ab dem 29. März 1919 spielte die Mannschaft unter der Bezeichnung Schwaben Augsburg. 1922 konnte man den süddeutschen Pokal gewinnen. Im Zuge der reinlichen Scheidung 1924 trennte sich u. a. die Fußballabteilung vom Turnverein und wurde unter dem Namen SV Schwaben Augsburg eigenständig, nach einer kurz darauf erfolgten Fusion hieß der Verein SSV Schwaben Augsburg. Mit der Machtübernahme der Nationalsozialisten war es jedoch mit der Eigenständigkeit zunächst vorbei, zusammen mit anderen Augsburger Vereinen musste man 1941 zum neuen Großverein TSV Schwaben Augsburg fusionieren. Währenddessen war man erstklassig als Mitglied der Gauliga Bayern bzw. Südbayern 1933–35 und 1937–45. Die Zwangsehe brach aber nach dem Krieg wieder auseinander und die Sportler bzw. Turner beschlossen, ihre Vereine jeweils wieder selbständig weiterzuführen.
Als Mitglied der Oberliga Süd 1945–52, 1954–57 und 1961–63 gehörte Schwaben Augsburg jeweils der obersten Spielklasse an. Beste Platzierung war Rang 5 in der Oberliga 1946. 1958 rutschten die Schwaben durch den Abstieg aus der II. Division zwischenzeitlich in die Drittklassigkeit ab, schafften aber zur Saison 1960/61 die Rückkehr in die II. Division und dort als Neuling den Durchmarsch in die Oberliga gemeinsam mit dem Lokalrivalen BC. Nach Einführung der Bundesliga 1963 wurden die Schwaben der Regionalliga Süd zugeteilt und hielten diese Klasse bis 1969.
Am 15. Juli 1969 schloss sich die Lizenzspielerabteilung mit dem Lokalrivalen BC Augsburg zum FC Augsburg zusammen, um eine Bündelung der Kräfte im Augsburger Fußball zu erreichen. Der TSV Schwaben stellte aber weiterhin eine Amateurmannschaft, verpflichtete sich jedoch satzungsmäßig, einen zukünftigen Aufstieg in den Profibereich auszuschließen. Immerhin gelang 1981 der Sprung in die damals höchste Amateurklasse, die Bayernliga. Danach führten die Schwaben das Dasein einer Fahrstuhlmannschaft zwischen Bayern- und Landesliga, wobei die besseren (d. h. Bayernliga-)Jahre 1981–84, 1988–90, 1991/92, 1998–2001 und 2002/03 waren. 2007 stieg die Mannschaft in die Bezirksoberliga (6. Liga) ab und musste mit dem Tod des langjährigen Abteilungsleiters Josef Schmucker einen weiteren schweren Schicksalsschlag verkraften. Schmucker, der die Fußballabteilung 37 Jahre lang führte, starb in der Nacht zum 5. Dezember 2007 an einem Herzinfarkt. Sein Name wurde im Laufe der langjährigen Amtszeit überregional ein Synonym für den TSV Schwaben und war untrennbar mit den Erfolgen der Schwaben in den letzten Jahrzehnten verbunden. In der Saison 2007/08 konnte die Klasse abermals nicht gehalten werden, was den Absturz in die Bezirksliga (damals 8. Liga) bedeutete. Zudem musste vor Beginn der Saison 2008/09 die 2. Mannschaft aus der Kreisklasse abgemeldet werden.
Am 7. Juni 2009 gelang dem TSV Schwaben durch einen 1:0-Sieg in einem Relegationsspiel gegen den TSV Dinkelscherben die sofortige Rückkehr in die Bezirksoberliga Schwaben, nach der Spielklassenreform zur Saison 2012/13 wurde die Mannschaft in die siebtklassige Bezirksliga Schwaben Süd eingruppiert. Dort stieg man 2016 in die Landesliga und von dort 2017 in die Bayernliga auf. In der Saison 2023/24 stieg der TSV Schwaben Augsburg als Drittplatzierter von der Bayernliga Süd in die Regionalliga Bayern auf, da die beiden Erstplatzierten, der SV Erlbach und der SV Heimstetten auf einen Aufstieg verzichteten.

## Kader 2024/25
Stand: 3. April 2025
| Nr.        | Nat.        | Spieler              | Geburtstag    | Vertrag seit | letzter Verein             |
| ---------- | ----------- | -------------------- | ------------- | ------------ | -------------------------- |
| Tor        |             |                      |               |              |                            |
| 25         | Deutschland | Elias Rogg           | 24. Juni 2006 | 01.07.2024   | FC Stätzling U19           |
| 35         | Deutschland | Maximilian Reil      | 16. Mai 2001  | 01.07.2020   | eigene Jugend              |
|            | Deutschland | Cinar Tastan         | 26. Mai 2006  |              | eigene Jugend              |
| Abwehr     |             |                      |               |              |                            |
| 03         | Deutschland | Nicola della Schiava | 24. Juni 1997 | 01.07.2023   | FV Illertissen             |
| 04         | Deutschland | Engjell Havolli      | 21. Okt. 2003 | 01.07.2022   | eigene Jugend              |
| 05         | Deutschland | Dennis Ruisinger     | 25. Sep. 2000 | 01.01.2021   | TSV Hollenbach             |
| 22         | Deutschland | Benedikt Krug        | 7. Feb. 1995  | 01.07.2020   | FV Illertissen             |
| 24         | Deutschland | Elias Herzig         | 10. Sep. 2000 | 01.07.2024   | FV Illertissen             |
| 34         | Deutschland | Lukas Gerlspeck      | 27. Sep. 1998 | 22.01.2024   | FC Memmingen               |
| Mittelfeld |             |                      |               |              |                            |
| 02         | Turkei      | Turgay Karvar        | 3. Dez. 1996  | 01.07.2024   | Türkspor Augsburg          |
| 06         | Deutschland | Matthias Ostrzolek   | 5. Juni 1990  | 01.07.2023   | VfB Hallbergmoos           |
| 07         | Deutschland | Maximilian Heiß      | 5. Sep. 1995  | 01.01.2021   | FC Stätzling               |
| 08         | Deutschland | Simon Gail           | 24. Feb. 1998 | 01.07.2018   | FC Augsburg II             |
| 10         | Deutschland | Lukas Ramser         | 9. Jan. 1997  | 01.07.2024   | TSG Balingen Fußball       |
| 14         | Deutschland | Marco Greisel        | 24. Juli 1997 | 01.07.2020   | FC Memmingen               |
| 16         | Deutschland | Simon Achatz         | 18. Dez. 2000 | 01.07.2022   | TSV Gersthofen             |
| 23         | Kroatien    | Marco Luburic        | 7. Feb. 1998  | 05.08.2024   | TSV 1896 Rain              |
| 30         | Deutschland | Umutcan Öztürk       | 6. Aug. 2004  | 01.07.2023   | eigene Jugend              |
| 33         | Deutschland | Arda Yücel           | 5. Juli 2005  | 01.07.2023   | eigene Jugend              |
| Angriff    |             |                      |               |              |                            |
| 09         | Deutschland | Bastian Kurz         | 23. Sep. 1996 | 28.01.2020   | Kickers Offenbach          |
| 11         | Deutschland | Rasmus Fackler-Stamm | 17. Aug. 1995 | 01.07.2013   | eigene Jugend              |
| 15         | Frankreich  | Timothée Diowo       | 7. Okt. 2001  | 23.08.2021   | Jeanne d'Arc de Drancy U19 |
| 18         | Deutschland | Barak Uludag         | 30. Aug. 2005 | 01.07.2024   | eigene Jugend              |
| 19         | Deutschland | Mark Radoki          | 22. Juli 2001 | 15.01.2025   | Limestone Saints           |
| 20         | Deutschland | Jonas Greppmair      | 14. Feb. 1999 | 01.07.2023   | TSV 1896 Rain              |
| 29         | Thailand    | Achitpol Keereerom   | 21. Okt. 2001 | 14.08.2024   | FC Augsburg II             |
|            | Deutschland | Benjamin Omenlo      | 22. Mai 2006  |              | eigene Jugend              |

## Erfolge

### Liga
- 2. Liga Süd:
  - Meister: 1954
  - Vizemeister: 1961
- Meister Bayernliga Süd: 1959, 1960
- Landesliga Süd:
  - Meister: 1991, 1998
  - Vizemeister: 1981, 1988, 2002
- Meister Landesliga Südwest: 2017

### Pokal
- Süddeutscher Pokalsieger: 1922
- Schwäbischer Pokal:
  - Sieger: 1959
  - Finalist: 1997

## Persönlichkeiten
- Willi Färber
- Oliver Fix
- Gisela Grothaus
- Sören Kaufmann
- Ernst Lehner
- Elisabeth Micheler
- Marcus Müller
- Heidi Schmid
- Leó Weisz

## Frauenfußball
Im Jahre 1971 wurde beim TSV Schwaben durch Fritz Lindwurm eine Frauenfußballabteilung gegründet. Anfangs gehörten zur Mannschaft Freundinnen von Aktiven, Arbeitskolleginnen und deren Freundinnen. F. X. Krah und Adalbert Kraus leiteten das Training. Das erste Spiel am 17. April 1971 gegen den FC Hochzoll wurde mit 2:0 gewonnen. Nach mehreren Auf- und Abstiegen gelang den Augsburgerinnen 1988 der Aufstieg in die Verbandsliga, damals die höchste Spielklasse. Nach einem Jahr folgte der Abstieg, der aber durch den sofortigen Wiederaufstieg wettgemacht wurde. Nach der Vizemeisterschaft 1993 folgten 1996 und 1997 die bayerische Meisterschaft. In der Aufstiegsrunde zur Bundesliga scheiterte man beide Male. In den folgenden Jahren belegte die Mannschaft nur Plätze im Mittelfeld und 2002 musste der Abstieg in die Landesliga hingenommen werden. Nach dem direkten Wiederaufstieg konnte sich die Mannschaft zwei Jahre halten, bis 2005 der erneute Abstieg folgte. In der Saison 2005/06 schaffte die Mannschaft um den neuen Trainer Markus Thrämer bereits vier Spieltage vor Saisonende den Wiederaufstieg in die Bayernliga. Im gleichen Jahr holte man in Oberding im BFV-Turnier der Meister den Titel „Meister der Meister“. Mit einem Durchmarsch überraschte der Aufsteiger in der Bayernliga-Saison 2006/07. Das Team erreichte den dritten Platz und qualifizierte sich für die wieder gegründete Regionalliga Süd, aus der es allerdings in der Saison 2008/09 wieder abstieg. 2011 gelang der Wiederaufstieg in die Regionalliga. Fünf Jahre später wurden die Augsburgerinnen Vizemeister hinter der zweiten Mannschaft des SC Sand. Im Jahre 2018 stiegen die Schwaben wieder in die Bayernliga ab.

### Hallenfußball
Seit dem Gewinn des Titels 2008 ist die Frauenfußballmannschaft des TSV Schwaben vor dem Lokalkonkurrenten TSV Pfersee Augsburg Rekordmeister der schwäbischen Hallenmeisterschaften.

### Juniorinnen
Die Frauenfußballabteilung des TSV Schwaben ist auch für ihre Nachwuchsarbeit bekannt und gilt hier als führend in Bayerisch-Schwaben. Den B-Juniorinnen gelang zur Saison 2013/14 der Aufstieg in die B-Juniorinnen-Bundesliga, wo sie nun in der Staffel Süd antreten.

## Stadion
Die traditionelle Spielstätte des TSV Schwaben war der Schwabenplatz zwischen dem Alten Postweg und der Haunstetter Straße (ehemaliger Standort). Mitte der 1960er Jahre musste der Platz u. a. für den Neubau einer Berufsschule aufgegeben werden. Von 1951 bis 1965 teilte sich der TSV Schwaben mit dem BC Augsburg das Rosenaustadion, dann erfolgte der Umzug in die Sportanlage Süd an der Stauffenbergstraße, wo 1996 das Ernst-Lehner-Stadion eingeweiht wurde. Dabei handelt es sich um eine typische Leichtathletikanlage, an deren einer Längsseite eine überdachte Tribüne mit lilafarbenen Sitzschalen errichtet ist. Der Name erinnert an den deutschen Nationalspieler Ernst Lehner, WM-Teilnehmer 1934 und 1938, der 55 seiner 65 Länderspiele für Schwaben Augsburg absolvierte und in der Liste der Rekordnationalspieler der ersten Hälfte des 20. Jahrhunderts hinter dem Düsseldorfer Paul Janes auf Platz 2 steht. Der Zuschauerrekord datiert vom 1. Mai 2007, als ca. 4000 Zuschauer das Bundesliga-Spiel der Frauen zwischen dem FC Bayern München und dem 1. FFC Frankfurt sehen wollten.

## Erfolge in anderen Sportarten
Nationale Meistertitel gab es schon für die Basketball- (Frauen), Box-, Faustball- und Leichtathletikabteilung, internationale auch für die Fechter, darunter olympisches Gold im Florett für Heidi Schmid 1960. Besonders herausragend sind die Erfolge im Kanu- und Kajaksport (siehe: Kanu Schwaben Augsburg), wo Augsburg mit dem Eiskanal als Standort der Wettkampfstrecke der Olympischen Sommerspiele 1972 eine bevorteilte Stellung hat. Hier sind vor allem die olympischen Goldmedaillen von Elisabeth Micheler 1992, Oliver Fix 1996 und Alexander Grimm 2008, jeweils im Slalom Kajak-Einer, zu erwähnen. In exotischen Sportarten wie Treppenlaufen und Rückwärtslaufen machte sich der Leichtathlet Roland Wegner einen Namen.
Die Basketballer des TSV Schwaben Augsburg gehörten 1966 zu den zwanzig Gründungsmitgliedern der Basketball-Bundesliga (BBL) des Deutschen Basketball Bundes (DBB). In der ersten Bundesligaspielzeit wurde mit Headcoach Tonko Sarcevic und dem US-Spieler Dwight Lory der fünfte Rang in der Gruppe Süd der Liga erreicht. Am Ende der Folgespielzeit, der Saison 1967/68, erfolgte der Abstieg aus der zweigeteilten BBL. Bekanntester Spieler des damaligen Bundesligisten war Gerhard Ritter, der vom DBB in der B- und A-Nationalmannschaft eingesetzt wurde und zum Kreis der fünfzig Spieler der Kartak-Liste gehörte, die im Oktober 1968 vom DBB für seinen 'Olympiakader 1972' nominiert wurden.